# كنار بلند (دجغان)
کنار بلند (بالفارسية: کناربلند) هي قرية تقع في إيران في بلدة دزكان. يقدر عدد سكانها بـ 20 نسمة .